# Крістолц (комуна)
Крістолц (рум. Cristolț) — комуна у повіті Селаж в Румунії. До складу комуни входять такі села (дані про населення за 2002 рік):
- Велень (475 осіб)
- Крістолц (752 особи) — адміністративний центр комуни
- Мунчел (222 особи)
- Пояна-Онцій (111 осіб)

Комуна розташована на відстані 370 км на північний захід від Бухареста, 29 км на схід від Залеу, 49 км на північ від Клуж-Напоки.

## Населення
За даними перепису населення 2002 року у комуні проживали 1560 осіб.
Національний склад населення комуни:
| Національність | Кількість осіб | Відсоток |
| -------------- | -------------- | -------- |
| румуни         | 1558           | 99,9%    |
| угорці         | 1              | 0,1%     |
| цигани         | 1              | 0,1%     |

Рідною мовою назвали:
| Мова      | Кількість осіб | Відсоток |
| --------- | -------------- | -------- |
| румунська | 1559           | 99,9%    |
| угорська  | 1              | 0,1%     |

Склад населення комуни за віросповіданням:
| Релігія       | Кількість осіб | Відсоток |
| ------------- | -------------- | -------- |
| православні   | 1551           | 99,4%    |
| п'ятдесятники | 4              | 0,3%     |
| адвентисти    | 3              | 0,2%     |